# Fabio Caselli
Fabio Caselli (Castelnovo ne' Monti, 12 aprile 1980) è un ex calciatore italiano, di ruolo difensore.

## Carriera

### Club
Cresce calcisticamente nella Reggiana e compie un esordio precoce a 16 anni nell'ultima stagione di militanza degli emiliani in Serie A: saranno 5 le presenze per lui fino al termine della stagione.

Rimane nella rosa del club nella successiva stagione in Serie B senza mai scendere in campo, viene poi spedito in prestito al Pergocrema in Serie C2 dove colleziona 29 presenze e una rete, cogliendo una retrocessione.
Di ritorno alla Reggiana, retrocessa a sua volta in Serie C1, vi rimane fino ad ottobre del 2000 disputando 22 match e segnando una rete, prima di essere ceduto in prestito al Mantova in Serie C2, dove viene utilizzato 13 volte.
Torna nuovamente alla società emiliana per due stagioni e mezza, sempre in Serie C1, dove raccoglie 40 presenze. Nel gennaio del 2004 rimane nella stessa serie passando al Varese (12 presenze) prima, e poi al Vis Pesaro (31 presenza) poi.
Dal 2005 al 2008 ha fatto parte in pianta stabile della rosa granata, collezionando 58 presenze. Nell'estate del 2008 passa al Castellarano, in Serie D.
Nell'estate 2009 passa al Carpi, di cui è stato capitano nella stagione 2010-2011; Nella sua prima stagione al Carpi segna una rete in 32 presenze e ottiene il secondo posto in Serie D nel girone D, qualificandosi per i play-off, ma vennero poi eliminati incredibilmente in semifinale. Il 4 agosto 2011 viene ripescato in Lega Pro Seconda Divisione. Nella stagione successiva con 14 presenze, una rete e grazie alle sue doti difensive contribuisce alla promozione diretta del Carpi in Lega Pro Prima Divisione ottenendo così il doppio salto di categoria. Inoltre nella stessa stagione il Carpi riesce a raggiungere la finale di Coppa Italia Lega Pro salvo poi perderla contro la Juve Stabia all'andata, per 1-3, e al ritorno per 1-0.
Nell'estate 2011 scade il contratto con il Carpi  che non viene rinnovato e si ritrova quindi svincolato. Successivamente firma con la Bagnolese che, dalla stagione 2009-2010, disputa il campionato di Serie D.

### Nazionale
Finché è rimasto nella società Reggiana e nel Pergocrema, ha avuto possibilità di vestire la maglia della Italia under 17 e Italia under 18 con cui ha conquistato un secondo posto agli Europei di categoria tenutisi in Svezia nel 1999.

## Palmarès

### Club

#### Competizioni nazionali
- Serie C2: 1

Reggiana: 2007-2008
- Supercoppa di Serie C2: 1

Reggiana: 2008
- Lega Pro Seconda Divisione: 1

Carpi: 2010-2011